# 9,10-二氢菲
9,10-二氢菲是一种有机化合物，化学式为C14H12。它可由菲在催化下加氢制得。它可以被混酸或硝酸铋硝化，得到2,7-二硝基-9,10-二氢菲；它在三氯化铁催化下和溴反应，可以得到2,7-二溴-9,10-二氢菲。